# White Rabbit (Jefferson Airplane)
White Rabbit is een compositie van de Amerikaanse psychedelische rockband Jefferson Airplane en afkomstig van het album Surrealistic Pillow uit 1967. Het nummer werd in 1967 geschreven door Grace Slick, de zangeres van de groep. Het nummer is in de loop der jaren een soort officieus ¨volkslied¨ geworden van de Amerikaanse tegencultuur en de Californische acid rock, waarvan Jefferson Airplane en de Grateful Dead belangrijke exponenten waren.
Jefferson Airplane was in 1966/´67 beroemd geworden met het explosieve nummer Somebody to Love dat was geschreven door Darby Slick, de zwager van zangeres Grace Slick en voormalig The Great Society-bandgenoot. Deze hit hielp Jefferson Airplane niet alleen zijn stempel te drukken op de rockmuziek, maar zette ook San Francisco en met name de Haight-Ashbury-scene op de kaart als het centrum van de  toenmalige tegenculturele beweging.Somebody to Love zou later pas als single worden uitgebracht, op de B-kant van White Rabbit.  Het nummer geldt als een van de klassiekers uit de hippie-tijd en zou worden opgenomen in de lijsten van de 500 beste songs aller tijden¨ van The Rock and Roll Hall of Fame en de Grammy Hall of Fame.
Nadat het nummer White Rabbit als single werd uitgebracht, werd het pas in de zomer van 1970 een hit; drie en een half jaar na verschijnen en een jaar na een live-uitvoering op de eerste dag van het befaamde 4-daagse Woodstock-popfestival, dat alom wordt beschouwd als de figuurlijke culminatie van de toenmalige Amerikaanse tegencultuur, ten overstaan van bijna een half miljoen bezoekers. De band speelde het als het voorlaatste nummer van hun act.
Toen het nummer op single werd uitgebracht, bleek ook de B-kant Somebody to love hitgevoelig. Het nummer was eerder reeds door Darby Slick geschreven tijdens de periode van Grace Slick als zangeres bij The Great Society, maar opnamen daarvan zijn pas later uitgebracht.
Het reeds in 1967 geschreven nummer dateert uit de hoogtijdagen van de explosieve populariteit van psychedelica, waaronder  de kort daarvoor (in 1967) in vele landen verboden semi-synthetische psychedelische drug LSD en ¨magic mushrooms¨, paddenstoelen met eveneens psychedelische en hallucinogene werking, die beiden werden beschouwd als ¨bewustzijnsverruimende middelen¨. Zowel de titel als passages in de tekst van de song verwijzen herhaaldelijk naar figuren uit de twee fantasyboeken van de in 1898 overleden Engelse wiskundige Lewis Carroll:Alice's Adventures in Wonderland uit 1865 en het vervolg Through the Looking-Glass (And What Alice Found There) uit 1871.

## Inspiratie door de boeken van Lewis Carroll
De boeken waaraan de songtekst inspiratie lijkt te hebben ontleend, gaan over de belevenissen van het meisje Alice, dat op een dag een haastig wit konijn volgt. Via een holle boomstam komt ze in een andere wereld terecht, een soort parallel universum genaamd Wonderland. In deze wereld komt ze diverse antropomorfe dieren tegen, met wie ze kan spreken en van de ene verbazing in de andere valt. 
Een van de betreffende figuren daarin betreft ¨The White Rabbit¨ (¨Het Witte Konijn¨) aan wie de titel van de song van Jefferson Airplane  is ontleend, terwijl er verder in de tekst van de song zelf nog vijf verwijzingen volgen naar figuren die voorkomen in de door Carroll in zijn twee boeken beschreven avonturen van Alice. In het tweede boek laat Carroll Alice haar zussen meenemen naar het door haar bij de achtervolging van het witte konijn ontdekte Wonderland en laat haar kennismaken met schaakstukken (op een bord met witte en rode stukken i.p.v. de gebruikelijke witte en zwarte) en de zetten die ermee volgen de regels het schaakspel mogen worden genaakt: bijvoorbeeld hoe een pion bij zijn eerste zet twee vakjes kan verplaatsen, maar daarna slechts één vakje tegelijk, en wanneer de pion het achtste veld bereikt, wordt gepromoveerd naar een ander stuk (meestal een dame ofwel koningin). Een van de stukken is De Witte Ridder (of Het Witte Paard, waarnaar ook verwezen wordt in de songtekst.  
Beide verhalen van Carroll maakten een wereldwijde opleving in populariteit door, nadat ze in 1951 onderwerp werden van een Disney-animatiefilm,die in 1974 opnieuw zou worden uitgebracht, en mede naar aanleiding daarvan in vele talen zou worden vertaald. 
Over de door Carroll beschreven avonturen van het meisje Alice werd destijds met name door LSD-gebruikers gesuggereerd, dat Lewis Carroll een trip-ervaring beschrijft of lijkt te beschrijven. Dit ofschoon opmerkelijk is dat het eerste van de twee boeken van Carroll reeds uit 1865 dateerde en de stof LSD pas in 1938 voor het eerst gesynthetiseerd zou worden en de psychedelische en hallucinogene effecten als drug ervan nog later, pas in 1943, bij toeval ontdekt zouden worden: respectievelijk 73 en 78 jaar na de eerste publicatie van het verhaal en respectievelijk 40 en 45 jaar na het overlijden van de auteur.
Het Witte Konijn is een van de fictieve hoofdpersonages uit het boek van Carroll en van Disney's 86 jaar later gemaakte animatiefilm. Hij is een antropomorf konijn dat dient als de heraut van de Hartenkoningin (The Queen of Hearts), een taak die hij vaak te laat volbrengt. Terwijl hij zich op een dag naar zijn werk haast, trekt het Witte Konijn de aandacht van een jong meisje genaamd Alice, die het konijn nieuwsgierig volgt naar het verbazingwekkende en surrealistische Wonderland, een imaginaire wereld om erachter te komen waarom hij te laat zou zijn. In de songtekst wordt hij niet expliciet genoemd, doch naar hem lijkt wel te worden verwezen in ¨And if you go chasing rabbits" in de eerste zin van het tweede couplet. 
In de door Grace Slick geschreven, uit vier coupletten bestaande songtekst wordt direct in de openingszin van het eerste couplet meteen suggestief verwezen naar een ¨pil¨ die kan worden ingenomen (wat dan op LSD zou kunnen slaan) en in het derde couplet ook naar ¨some kind of mushroom¨: iets waarvan in de beide boeken van Carroll echter nergens sprake was, ofschoon wel diverse figuren uit zijn voor kinderen bedoelde verhalen worden genoemd. De songtekst eindigt met ¨Remember what the dormouse said: Feed your head, Feed your head¨, wat een suggestieve aansporing lijkt tot experimenteren met de in de hippie-tijd populair geworden ¨bewustzijnsverruimende middelen¨

## Figuren uit de boeken van Carroll in de songtekst
- Alice (in het eerste, tweede en derde couplet: hoofdpersoon in beide boeken)
- The White Rabbit(Het Witte konijn; in de titel en indirect in het tweede couplet: het witte konijn dat door Alice wordt gevolgd, waardoor ze door Wonderland komt te dwalen en de andere figuren uit het verhaal ontmoet);
- The Hookah-smoking Caterpillar (in het tweede couplet: een figuur uit hoofdstuk 4, "Rabbit Sends in a Little Bill", en hoofdstuk 5 "Advice from a Caterpillar";
- The Men on the Chessboard (in het derde couplet: een verwijzing naar het tweede boek Through the Looking-Glass, waarin Alice zich als een pion over een schaakbord verplaatst om uiteindelijk als ze de overzijde bereikt volgens de regels van het schaakspel te promoveren tot Koningin.
- The White Knight (in het vierde couplet: het schaakstuk De Witte Ridder (of paard) die De Rode Ridder uitschakelt, wanneer die Alice bedreigt tijdens haar oversteek over het schaakbord;
- The Red Queen (De Rode Koningin; in het vierde couplet: zij is de belangrijkste tegenspeelster in Carrolls tweede boek, waarin Alice de de oversteek over het schaakbord maakt; ze wordt vaak verward met de figuur De Hartenkoningin uit het eerste boek, hoewel beiden heel verschillende persoonlijkheden zijn. Omdat het motief van het tweede boek een weergave is van het schaakspel, zou The Red Queen weliswaar kunnen worden gezien als een antagonist; desondanks is hun eerste ontmoeting hartelijk, waarbij The Red Queen aan Alice de schaakregels met betrekking tot promotie uitlegt - in het bijzonder dat Alice een dame of koningin kan worden door als pion te beginnen en het achtste veld aan de andere kant van het bord te bereiken.
- The Dormouse (De Zevenslaper (relmuis) ;in het vierde couplet)

## De suggestie van de surrealistische aspecten van de boeken van Lewis Carroll
Sinds de jaren 60 is er een trend onder lezers van de beide boeken van Lewis Carroll er een onderliggend drugsthema in te herkenenen. Het nummer white Rabbit van Jefferson Airplane lijkt zowel een uiting van die trend te zijn geweest als er tevens een verder katalyserend effect op te hebben gehad. 
The Cheshire Cat -die in het nummer van Jefferson Airplane niet voorkomt- verdwijnt en laat alleen zijn raadselachtige grijns achter. Alice drinkt drankjes en eet stukjes paddenstoel om haar toestand te veranderen. The Hookah-smoking Caterpillar rookt een waterpijp. De hele sfeer van de avonturen van Alice in  beide boeken staat zo diep los van de werkelijkheid] dat drugs toch zeker een invloed zouden moeten hebben gehad? Carroll schreef tenslotte beide boeken tijdens het tijdperk van legaal opiumgebruik.
De film The Matrix uit 1999 zou een later filmreferentiepunt bieden, dat echter nog geen enkel uitsluitsel biedt. "Je neemt de blauwe pil, het verhaal eindigt, je wordt wakker in je bed en gelooft wat je maar wilt geloven. Je neemt de rode pil, je blijft in Wonderland en ik laat je zien hoe diep het konijnenhol gaat."
De deskundigen zijn doorgaans sceptisch. Er werd niet gedacht dat Carroll een recreatieve gebruiker van de in zijn tijd nog legale en op grote schaal gebruikte drugs opium of laudanum was. De verwijzingen zeggen misschien meer over de mensen die ze maakten, of met de nodige confirmation bias meenden te ¨herkennen¨ dan over de auteur Lewis Carroll.

## Uiteenvallen van de groep
Toen Jefferson Airplane met de single White Rabbit op de hitlijsten stond en optrad op diverse roemruchte popfestivals uit die tijd, bestond de band nog uit:
- Grace Slick – lead vocals
- Maty Balin - co-lead vocals
- Jorma Kaukonen – leadgitaar
- Paul Kantner – rhythm guitar
- Jack Casady – basgitaar
- Spencer Dryden – drums

Destijds begon de groep al onderlinge samenhang te verliezen. In februari 1970 werd Spencer Dryden met algemene stemmen van de andere leden uit de band gezet. Dryden werd vervangen door Hot Tuna-drummer Joey Covington, die als sessiemuziaknt reeds had meegewerkt als extra percussionist aan het album Volunteers en in 1969  met de groep meereisde als tweede drummer. De na hun hit White Rabbit doorgevoerde diverse samenstellingen van de bezetting van de band leverden geen nieuwe hits op. 
In april 1971 verliet oprichter Marty Balin officieel Jefferson Airplane, nadat hij zich na de tournee in de herfst van 1970 had losgemaakt van de groep. Terwijl de andere bandleden lustig doorgingen met het consumeren van drugs,ging Balins voorkeur uit naar een gezonde levensstijl, met de beoefening van yoga en onthouding van drugs en alcohol.
Op 13 mei 1971 raakte Slick gewond bij een bijna fataal auto-ongeluk toen haar auto tegen een muur botste in een tunnel nabij de Golden Gate Bridge in San Francisco. In 1974 hield Jefferson Airplane op te bestaan en vormden enkele leden van de band de nieuwe groep Jefferson Starship, die in 1985    wegens de beschuldiging de naam van de originele band te misbruiken genoodzaakt was zich te hernoemen tot Starship.
De band die in 1966/´67 een enorme impuls had gegeven aan de ontwikkeling van de Californische acid rock en de hippie-scene in San Francisco, bleef in de annalen van de popgeschiedenis voornamelijk bekend door de legendarisch geworden ¨dubbel-single¨ 
White Rabbit / Somebody to love en hun optreden op het Woodstock-festival, terwijl de Grateful Dead, de andere band die destijds naast Jefferson Airplane gold als belangrijkse exponent van de Californische acid rock, jarenlang bleef bestaan en vele albums maakte.

## Cover
Van het nummer White Rabbit zou een cover-versie worden gemaakt door de Amerikaanse zangeres P!nk toen in 2016 een nieuwe uitvoering van de oorspronkelijk uit 1951 daterende Disney-film Alice in Wonderland werd uitgebracht. De soundtrack van deze nieuwe verfilming werd op 27 mei 2016 uitgebracht door Walt Disney Records. P!nk nam het nummer Just Like Fire op voor deze film. Haar cover-versie van White Rabbit werd alleen gebruikt in het promotiemateriaal van de film en door haar ten gehore gebracht tijdens optredens.

## Varia
- "White Rabbit" werd door het Amerikaanse tijdschrift Rolling Stone betiteld als ¨een van de meest iconische ¨buzzes¨ in de geschiedenis van de acidrock¨ en als ¨de soundtrack van de ¨Summer of Love¨ in 1967, zoals het hoogtepunt van de hippie-tijd achteraf ook wel met een zekere weemoed is genoemd. Boven een als ¨hypnotiserend¨ betiteld drumpatroon en een van de beroemdste crescendo's van de rock gebruikt Grace Slick Lewis Carrolls avonturen van het meisje Alice ¨als een kleurrijke (maar niet bijzonder subtiele) metafoor voor het gebruik van hallucinogenen¨. De schrijver van het nummer leek zich niet zo veel aan te trekken van het succes: Slick bewaarde de als trofee voor het verkoopsucces uitgereikte gouden plaat onder de wc-bril op het toilet. 'Het is gewoon iets waar de jongens naar moeten kijken als ze een plas doen', zei ze in 1971 tegen een verslaggever van het tijdschrift.

- De slotzin van de songtekst zou in 2005 gebruikt worden als titel voor het non-fictieboek What the Dormouse Said: How the Sixties Counterculture Shaped the Personal Computer Industry van John Markoff. Ditt boek beschrijft de geschiedenis van de personal computer, waarbij de ideologieën van de door samenwerking gedreven defensie-onderzoeksgemeenschap uit de Tweede Wereldoorlog nauw worden verbonden met onder meer het psychedelica in de Amerikaanse tegencultuur van de jaren 60. Markoff legt een direct verband tussen die tegencultuur van eind jaren vijftig en zestig en de ontwikkeling van de computerindustrie.

## Evergreen Top 1000
| Evergreen Top 1000 "White Rabbit" | Evergreen Top 1000 "White Rabbit" | Evergreen Top 1000 "White Rabbit" | Evergreen Top 1000 "White Rabbit" | Evergreen Top 1000 "White Rabbit" | Evergreen Top 1000 "White Rabbit" | Evergreen Top 1000 "White Rabbit" | Evergreen Top 1000 "White Rabbit" | Evergreen Top 1000 "White Rabbit" | Evergreen Top 1000 "White Rabbit" | Evergreen Top 1000 "White Rabbit" | Evergreen Top 1000 "White Rabbit" | Evergreen Top 1000 "White Rabbit" | Evergreen Top 1000 "White Rabbit" | Evergreen Top 1000 "White Rabbit" | Evergreen Top 1000 "White Rabbit" | Evergreen Top 1000 "White Rabbit" |
| Jaar                              | 2008                              | 2009                              | 2010                              | 2011                              | 2012                              | 2013                              | 2014                              | 2015                              | 2016                              | 2017                              | 2018                              | 2019                              | 2020                              | 2021                              | 2022                              | 2023                              |
| --------------------------------- | --------------------------------- | --------------------------------- | --------------------------------- | --------------------------------- | --------------------------------- | --------------------------------- | --------------------------------- | --------------------------------- | --------------------------------- | --------------------------------- | --------------------------------- | --------------------------------- | --------------------------------- | --------------------------------- | --------------------------------- | --------------------------------- |
| Positie                           | -                                 | -                                 | -                                 | -                                 | -                                 | -                                 | -                                 | -                                 | -                                 | 157                               | 153                               | 125                               | 133                               | 116                               | 133                               | 129                               |

## Radio 2 Top 2000
Het nummer is jaarlijks hoog terug te vinden in de Top 2000 van Radio 2.

| Nummer met noteringen in de NPO Radio 2 Top 2000 | '99 | '00 | '01 | '02 | '03 | '04 | '05 | '06 | '07 | '08 | '09 | '10 | '11 | '12 | '13 | '14 | '15 | '16 | '17 | '18 | '19 | '20 | '21 | '22 | '23 | '24 |
| ------------------------------------------------ | --- | --- | --- | --- | --- | --- | --- | --- | --- | --- | --- | --- | --- | --- | --- | --- | --- | --- | --- | --- | --- | --- | --- | --- | --- | --- |
| White Rabbit                                     | 146 | 104 | 175 | 155 | 125 | 155 | 178 | 199 | 265 | 172 | 235 | 287 | 272 | 284 | 223 | 239 | 291 | 301 | 281 | 318 | 352 | 416 | 344 | 355 | 245 | 374 |

1. ↑  Een vetgedrukt getal geeft de hoogste notering aan.